# シャー・マンスール
シャー・マンスール（？ - 1393年）は、ムザッファル朝の最後の君主（在位：1391年 - 1393年）。
初代君主・ムバーリズッディーン・ムハンマドの子・シャー・ムザッファルの子で、第2代君主・シャー・シュジャーの甥にあたる。叔父の時代からたびたび反抗して権力闘争を繰り広げた。叔父の死後はその息子のザイヌル・アービディーンのもとで実権を掌握。ザイヌル・アービディーンを盲目にした。
1387年、ティムールのイラン遠征ではザイヌルと共にティムールに降伏。ティムールは王朝の存続を許し、王族のシャー・ヤフヤーを即位させた。しかし1391年にマンスールはヤフヤーを廃して自ら君主となり、ティムールと敵対する。1392年にティムールによる再度の遠征が始まると自ら指揮を執って奮戦したが、結局は敗れて捕虜となり、1393年に他の王族17名と共に処刑された。